# Грудень 2019
Грудень 2019 — дванадцятий місяць 2019 року, що розпочався в неділю 1 грудня та закінчився у вівторок 31 грудня.

## Події
- 1 грудня
  - У центрі Києва обстріляли автомобіль депутата Київської обласної ради В'ячеслава Соболєва, в результаті обстрілу загинула дитина.[1]
- 2 грудня
  - У Мадриді розпочалася конференція ООН з питань клімату 2019 (COP25)[2][3]
  - Почав роботу газопровід «Сила Сибіру» довжиною 3 тисячі кілометрів, який з'єднує родовища газу на Далекому Сході Росії з китайським кордоном, де він приєднується до власної мережі Китаю.[4]
  - У відповідь на Акт про підтримку прав людини та демократії у Гонконгу, Китай увів санкції проти Human Rights Watch, та заборонив американським кораблям заходити у Гонконг.
  - Володарем Золотого м'яча ФІФА за 2019 рік став Ліонель Мессі, він отримав нагороду ушосте[5].
- 3 грудня
  - Холдинг NEQSOL Holding, до якого азербайджанська входить компанія Bakcell, завершив угоду з купівлі українського мобільного оператора «Vodafone Україна»[6].
- 4 грудня
  - У результаті пожежі в Одесі 16 людей загинули, 32 постраждали[7].
- 9 грудня
  - Генеральна Асамблея ООН ухвалила резолюцію, яка закликає Російську Федерацію вивести свої війська з Кримського півострова і припинити тимчасову окупацію території України[8].
  - Відбулась зустріч у нормандському форматі (саміт) глав України, Росії, Франції та Німеччини в Парижі[9].
  - Всесвітнє антидопінгове агентство відсторонило спортсменів Російської Федерації на чотири роки від чемпіонатів світу та Олімпіад через підробку допінгових проб[10].
- 12 грудня
  - Правляча у Великій Британії Консервативна партія, яку очолює Борис Джонсон, виграла дострокові парламентські вибори[11].
  - Заарештовано основних підозрюваних у резонансному вбивстві журналіста Павла Шеремета: українських військових Яну Дугарь, Юлію Кузьменко та Андрія Антоненка[12].
- 13 грудня
  - Книгою року BBC в Україні став роман «Доця» письменниці Тамари Горіха Зерня[13].
  - Косівську мальовану кераміку внесено до Репрезентативного списку ЮНЕСКО нематеріальної культурної спадщини людства[14].
- 17 грудня
  - Спеціальный суд Пакистану заочно засудив колишнього президента країни Первеза Мушаррафа до смертньої кари, визнавши винним у державній зраді[15].
  - Перший китайський авіаносець власного виробництва Шаньдун передано для експлуатації ВМС КНР[16].
- 18 грудня
  - Здійснено запуск космічного телескопа Хеопс, розробленого Європейським космічним агентством[17].
  - Палата представників США проголосувала за імпічмент Дональду Трампу за статтею «перевищення повноважень» через прохання до української влади розслідувати діяльність родини Джо Байдена[18].
  - Генеральна Асамблея ООН схвалила резолюцію про захист прав людини в Криму[19].
  - У порту м. Певек Чукотського автономного округу (РФ) почала працювати перша у свті плавуча АЕС «Академік Ломоносов»[20].
- 19 грудня
  - Український важкоатлет Олексій Торохтій позбавлений золотої медалі Олімпійських ігор 2012 року в Лондоні порушення антидопінгових правил МОК[21].
- 20 грудня
  - Перший запуск до МКС космічного корабля CST-100 Starliner (місія Boeing Orbital Flight Test), розробленого компанією Boeing. Проте через проблеми із програмним забезпеченням, він не вийшов на задану орбіту та не зможе стикуватися з МКС.[22]
- 21 грудня
  - На XIX зимових Дефлімпійських іграх, що проходили в Італії, найбільше нагород отримали спортсмени Російської Федерації, на другому місці — італіці, Збірна України посіла 3-є загальнокомандне місце.[23]
  - «Ліверпуль» уперше виграв клубний чемпіонат світу з футболу, обігравши у фіналі бразильський «Фламенгу» з рахунком 1:0.[24]
- 23 грудня
  - Завершено будування моста через Керченську протоку, введено в експлуатацію залізницю, що з'єднує Росію та окупований нею Крим[25].
- 26 грудня
  - Кільцеподібне сонячне затемнення, яке можна було спостерігати в окремих районах Азії, Африки, Східної Європи і частини Австралії[26].
- 27 грудня
  - У Казахстані під час злету зазнав  катастрофи пасажирський літак Fokker 100. У результаті 12 пасажирів загинуло, ще близько 50 отримали поранення[27].
  - Вийшов друком останній номер тижневика «Дзеркало тижня», що видавався з 1994 року. Надалі планується, що видання буде виходити тільки в електронному вигляді.[28]
  - Внаслідок американських санкцій, на завершальному етапі припинено будівництво газогону Північний потік-2. США надали компаніям-підрядникам місяць на згортання робіт[29].
- 28 грудня
  - Апеляційний суд Києва змінив запобіжний захід із утримання під вартою на особисті зобов'язання екс-беркутівцям, яких підозрювали у вбивстві людей під час Революції гідності — Павлу Аброськіну, Сергію Зінченку, Олександру Маринченку, Сергію Тамтурі і Олегу Янішевському.[30]
- 29 грудня
  - Відбувся масштабний обмін утримуваними особами між Україною з одного боку та ОРДЛО і Російською Федерацією — з іншого. До України повернулося 76 осіб, зокрема Станіслав Асєєв, Богдан Пантюшенко; віддано 127 осіб, зокрема 5 представників «Беркуту» та 3 «харківських терористів».[31]
- 31 грудня
  - КНДР оголосила, що буде продовжувати мораторій на випробування ядерної зброї[32].